# Lista Verde Bremense
La Lista Verde Bremense (en alemán: Bremer Grüne Liste, BGL) fue un partido político alemán, que en 1979 consiguió entrar en el Bürgerschaft de Bremen.

## Historia
Fue fundado en 1973 por exmiembros del SPD bajo el liderazgo de Olaf Dinné. Posteriormente se integró a la colectividad el Partido de los Ciudadanos Libres (PFB), un pequeño partido fundado por exmiembros de la CDU.
En las elecciones estatales de Bremen de 1979 el partido alcanzó el 5,14% de los votos, siendo el primer partido ecologista en Alemania en entrar en un parlamento estatal. Los cuatro diputados de la BGL en el parlamento fueron Olaf Dinne, Axel Adamietz, Peter Willers y Delphine Brox.
En las elecciones de 1983 participaron un total de tres partidos ecologistas, de los cuales solo el naciente Los Verdes logró ganar representación. La BGL obtuvo apenas el 2.4%. Se disolvió ese mismo año.